# Сулгаччы
Сулгаччы — село в Амгинском улусе Якутии России. Административный центр Сулгачинского наслега. Большинство жителей якуты.
Население 464 чел. (2021) .

## География
Село расположено на юго-востоке Центральной Якутии, на реке Тюэ, вблизи её впадения в р. Амга. Вокруг села десятки озёр, крупнейшее находится к северу — Улахан-Эбе.
Уличная сеть: ул. Д.Ефремова, ул. Лесная, ул. Михайлова-Харачааса, ул. Молодёжная, ул. Набережная, ул. Парковая.
Расстояние до улусного центра — села Амга — 107 км.

## История
Согласно Закону Республики Саха (Якутия) от 30 ноября 2004 года N 173-З N 353-III.

## Население
| 2002 | 2010 | 2021 |
| ---- | ---- | ---- |
| 442  | ↗444 | ↗464 |

Гендерный состав
По данным Всероссийской переписи населения 2010 года в гендерной структуре населения из 444 человек мужчин — 233, женщин — 211 (52,5 и 47,5 % соответственно).
Национальный состав
Согласно результатам переписи 2002 года, в национальной структуре населения якуты составляли 97 % от общей численности населения в 442 чел.

## Известные уроженцы и жители
- Максимов, Христофор Трофимович (1917—1980) — якутский советский актёр и композитор. Народный артист Якутской АССР.
- Иннокентий Паисиевич Михайлов (Харачаас) (1868—1927) — первый орденоносец Якутии. В селе названа его именем В 2018 году в селе был установлен новый памятник герою Гражданской Войны в Якутии[8].

## Инфраструктура
Животноводство (мясо-молочное скотоводство, мясное табунное коневодство)
В 2018 открылось новое здание ветеринарного пункта.
В 2019 году начато строительство ФАП, приведен высокоскоростной оптоволоконный интернет.
Дом культуры, неполная средняя школа.

## Транспорт
Автодорога «Бетюн», от а/д «Амга».